# Jekavština

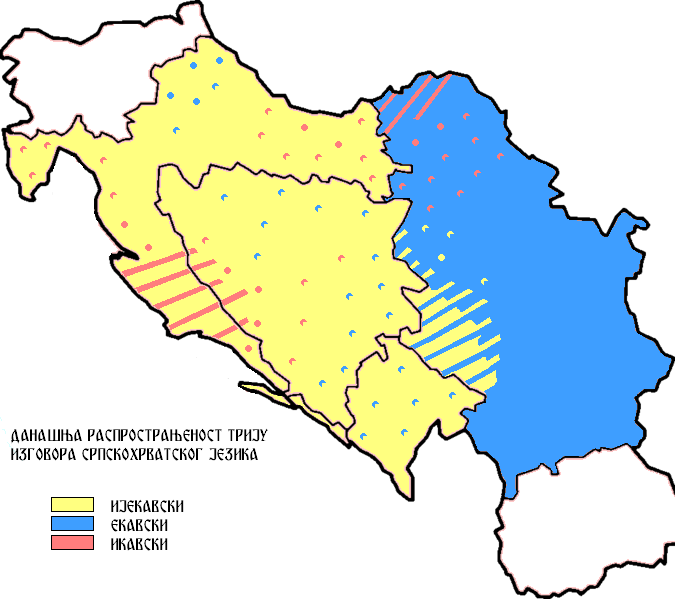
Současné rozšíření tří výslovností písmene jat v srbochorvatštině:
Jekavština
Ekavština
Ikavština

Jekavština (v chorvatštině ijekavica, v srbské cyrilici ијекавица) је podoba srbského i chorvatského jazyka (přesněji štokavského nářečí). 
Kromě ní existuje i ekavština a ikavština. První uvedená má hlavní význam v centrálním Srbsku a některých malých oblastech v Chorvatsku. Jekavština se používá hlavně v Chorvatsku, kde existují i další dialekty jazyka kromě štokavského – čakavština a kajkavština a také v Bosně a Hercegovině, či Sandžaku a samozřejmě i v Černé Hoře. Hlavním znakem jekavštiny je skutečnost, že hláska jat se zapisuje jako -ij-, například ve slovech mlijeko, vrijeme, dijete, či v mnohých dalších slovech se objevuje j tam, kde by v ekavské podobě jazyka nebylo (jekavské sjećan namísto sećan, nebo mjesto namísto mesto).
Jekavská podoba jihoslovanských jazyků má dlouhou tradici, delší než ekavština. V této podobě bylo napsáno mnoho významných děl srbské literatury, situace se však začala měnit po reformách Vuka Karadžiće. 